# Comerica Park
Comerica Park er et baseballstadion i Detroit i Michigan, USA, der er hjemmebane for MLB-klubben Detroit Tigers. Stadionet har plads til 41.782 tilskuere, og blev indviet 11. april 2000. Her erstattede det Tigers gamle hjemmebane, Tigers Stadium.